# Ruta oreojasme

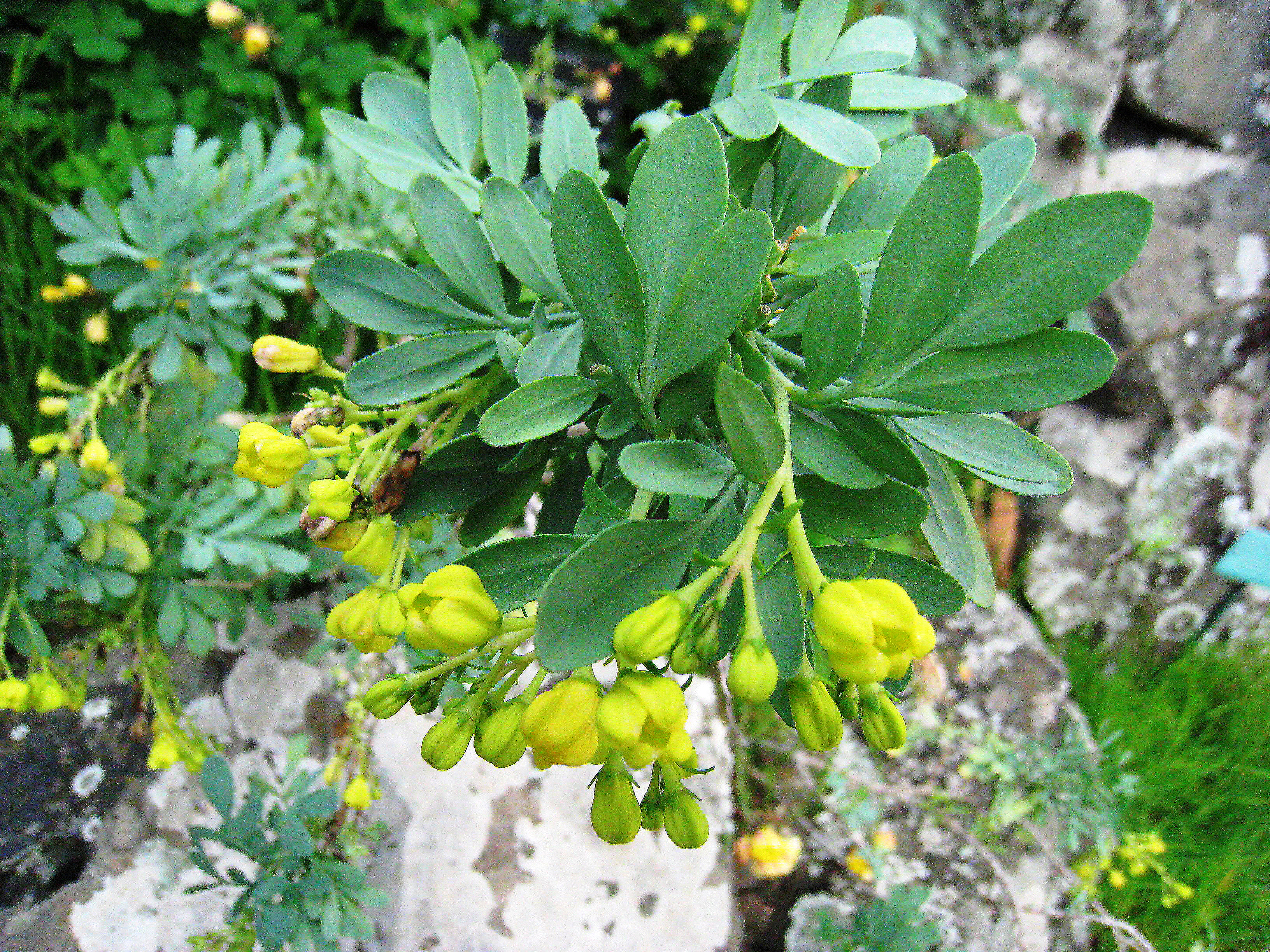

Ruta oreojasme är en vinruteväxtart som beskrevs av Webb & Berth.. Ruta oreojasme ingår i släktet vinrutor, och familjen vinruteväxter. Inga underarter finns listade i Catalogue of Life.